# Corridors of Blood
Corridors of Blood es una película británica de 1958 dirigida por Robert Day y protagonizada por Boris Karloff, Betta St. John y Christopher Lee. La música original fue compuesta por Buxton Orr.
El filme fue conocido en los Estados Unidos como Tops in Terror! y fue presentado en salas de cine en 1962 junto con la película italiana Lycanthropus.

## Sinopsis
En la década de 1840, un cirujano británico, el Dr. Thomas Bolton, experimenta con gases anestésicos para conseguir que la cirugía sea indolora. Al hacerlo, su demostración ante un panel de sus colegas acaba en un terrible percance en el que su paciente se despierta bajo el bisturí; se ve obligado a abandonar su puesto en desgracia. Para complicar las cosas, se vuelve adicto a los gases y se involucra con una banda de criminales, liderada por Black Ben y su secuaz Resurrection Joe. Por desgracia, esta turbia asociación lleva a Bolton a una mayor ruina, que culmina con su participación involuntaria en un asesinato, por el que se convierte en la primera víctima de un plan de chantaje.
El ingrediente clave de los experimentos de Bolton es el opio, que una noche le hace entrar en la taberna The Seven Dials en estado de embriaguez y dejar atrás su cuaderno científico. Cuando por fin se da cuenta de dónde está, Black Ben le chantajea para que firme certificados de defunción falsos para que se lo devuelvan.
Cuando Bolton es suspendido de sus funciones, le cortan el suministro de productos químicos. Una noche, Bolton y Resurrection Joe roban en la sala de suministros del hospital, pero Joe asesina sin sentido al vigilante nocturno en el proceso. Bolton se pierde en sus inhalaciones para olvidar el percance.
El inspector Donovan, sospechoso de los certificados de defunción falsificados, dirige una redada policial masiva en la taberna. El corpulento Black Ben cae al vacío al intentar subir al tejado. Joe apuñala al Dr. Bolton hasta la muerte, pero no antes de que Bolton le arroje ácido a la cara.
Varios años después, Jonathan, el hijo de Bolton, consigue completar los experimentos de su padre con la aprobación de la comunidad médica.

## Reparto
- Boris Karloff es Thomas Bolton
- Betta St. John es Susan
- Finlay Currie es Matheson
- Christopher Lee es Resurrection Joe
- Francis Matthews es Jonathan Bolton
- Francis de Wolff es Black Ben
- Adrienne Corri es Rachel
- Frank Pettingell es Blount
- Nigel Green es el inspector Donovan
- Yvonne Romain es Rosa
- Howard Lang es el inspector de policía